# Mars naar de Vrijheid (Amsterdam)
De Mars naar de Vrijheid  was een protestmars voor Surinaamse onafhankelijkheid op 11 december 1971 in Amsterdam, Nederland. Vier dagen later vond voor hetzelfde doel ook een Mars naar de Vrijheid plaats in Paramaribo, Suriname. Het Statuut voor het Koninkrijk der Nederlanden werd door de demonstranten verworpen. Hierin was zeventien jaar eerder de relatie tussen Suriname, Nederland en de Nederlandse Antillen vastgelegd.
De mars verliep van de De Dokwerker op het Jonas Daniël Meijerplein naar het Europaplein voor de RAI Amsterdam. Er werden spandoeken gedragen met teksten als "Geen gemenebest, maar totale soevereiniteit" en "Geen gecastreerde onafhankelijkheid". De eerste werd ook als kreet gebruikt, evenals "Weg met het Statuut, alle macht aan het volk". Ook waren er een aantal rode vlaggen te zien.
Het Revolutionaire Volksfront was de initiatiefnemer. Daarnaast waren de volgende twaalf organisaties betrokken: Ons Suriname, Surino, Katibo, Fri Srenang, het Surinaams Actiecomité (Suracom), het Surinaamse Comité, Surinaamse Aktiegroep Rotterdam en de Surinaamse studentenverenigingen uit de steden Leiden, Wageningen, Utrecht, Groningen en Nijmegen.
Er waren drie- tot vierhonderd betogers aanwezig, vooral jongeren. Een vertegenwoordiger van Suracom maakte zich schuldig aan de belediging van het koninklijk echtpaar, koningin Juliana en prins Bernhard. In die tijd was majesteitsschennis strafbaar in Nederland. Hij werd niet meteen aangehouden, maar de dag erna bij hem thuis in Nijmegen, waarmee de politie moeilijkheden met de demonstranten wilde voorkomen. Elf van de dertien organisaties protesteerden tegen zijn aanhouding. Hij werd echter meteen na zijn verhoor in Amsterdam weer vrijgelaten.
In deze tijd was 53 procent van de Nederlanders voor de onafhankelijkheid van Suriname, een kwart antwoordde het niet te weten. Daarnaast wist 21 procent niet waar Suriname ligt en plaatste 16 procent Suriname in een ander werelddeel.

## Galerij

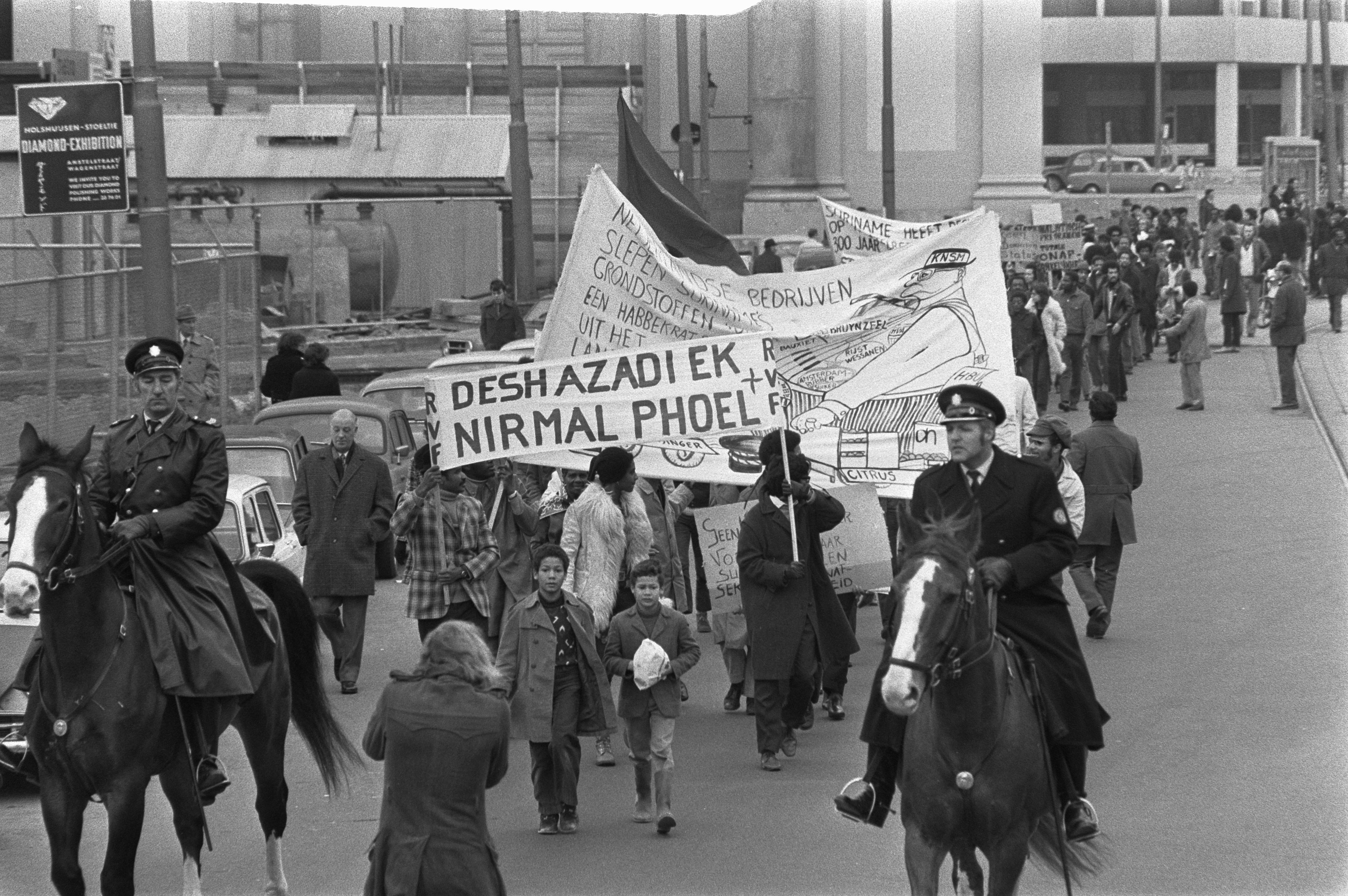
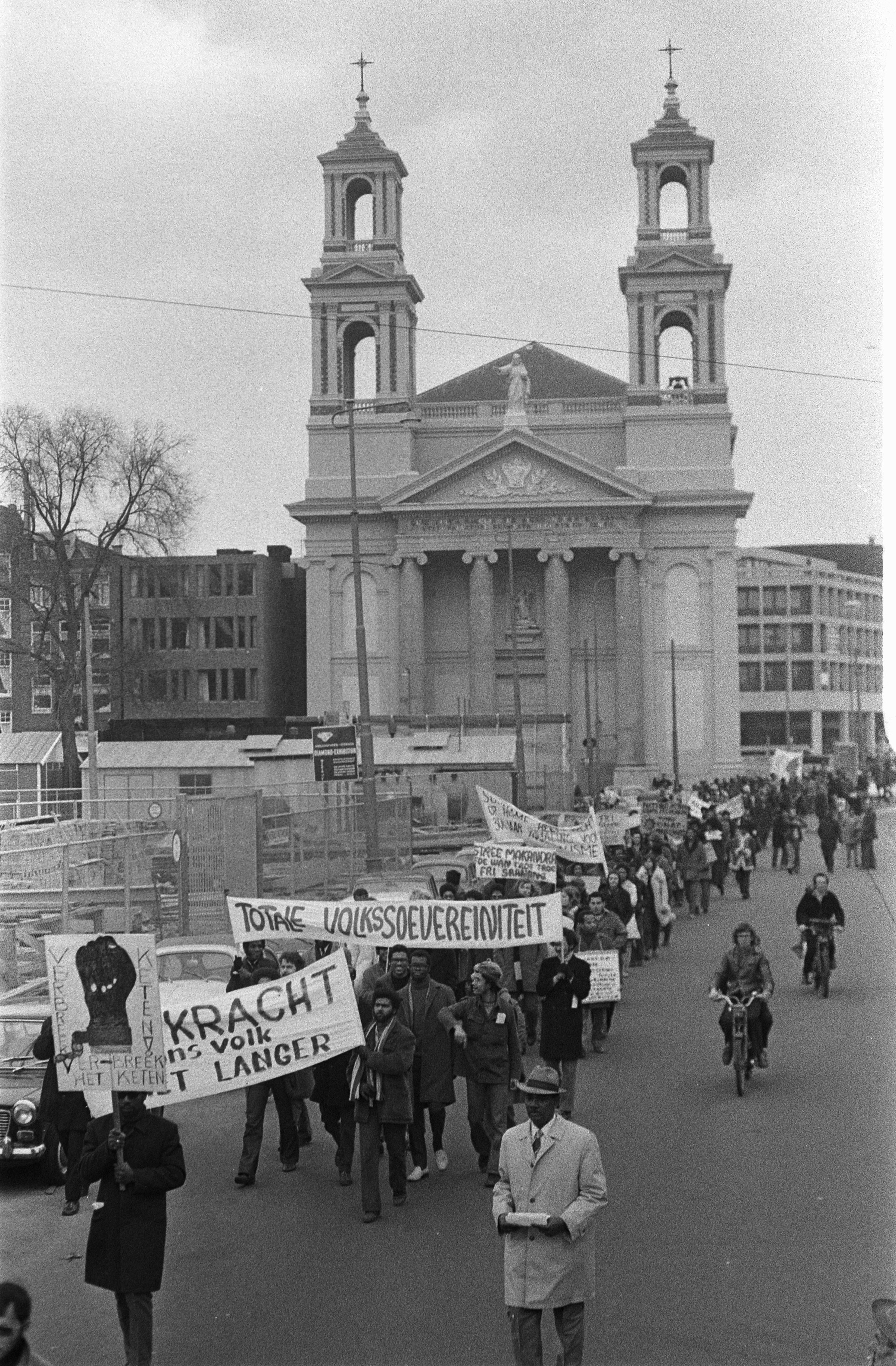